# Impact environnemental du numérique

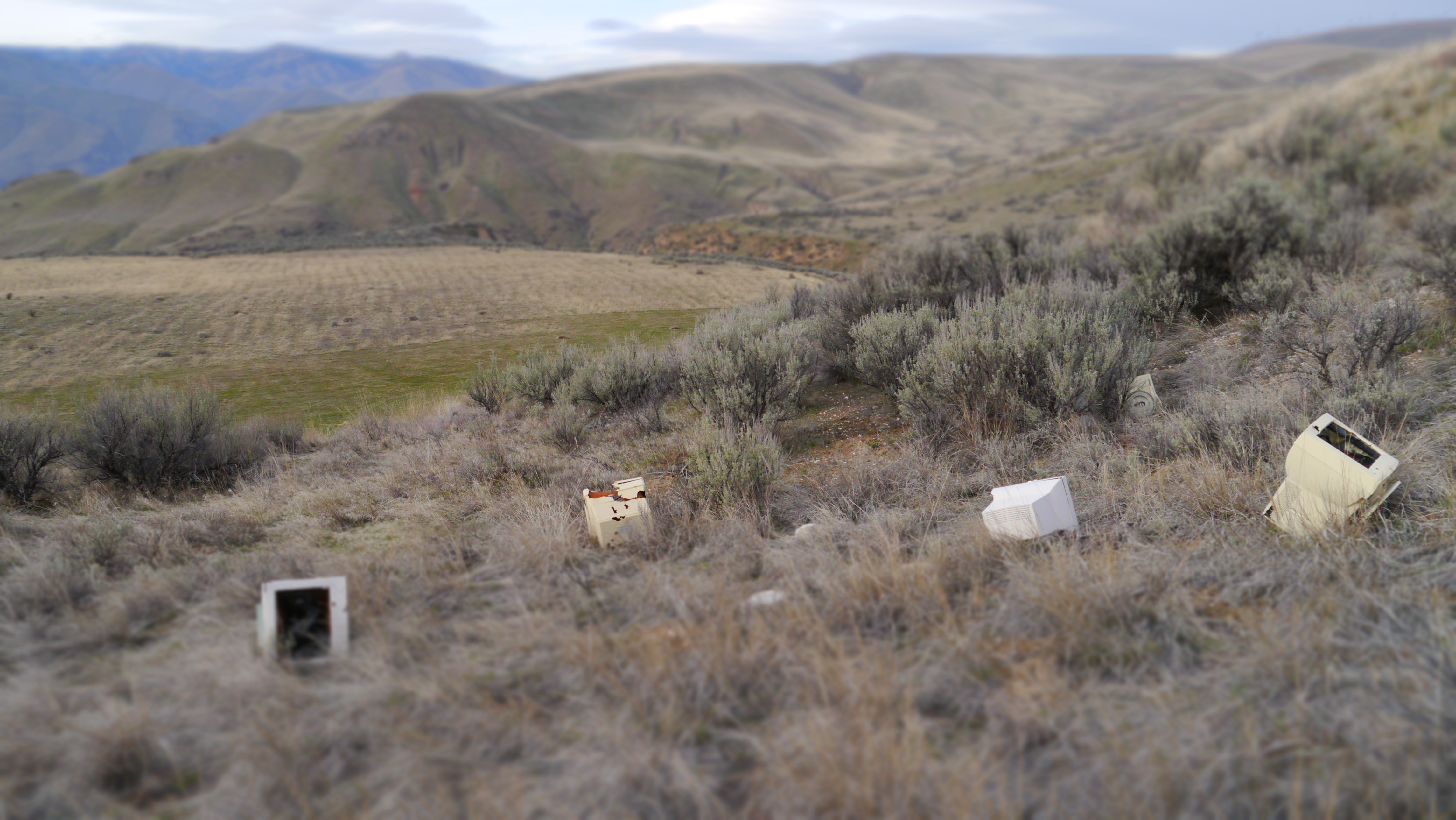
Décharge sauvage d'écrans usagés, aux États-Unis.

L'impact environnemental du numérique regroupe l'ensemble des effets des technologies de l'information et de la communication sur l'environnement.
L'expression « pollution numérique » désigne les impacts environnementaux négatifs de ces techniques qui ressortent de leur bilan environnemental. La consommation d'électricité non négligeable des systèmes, l'usage de matières premières et d'énergie grise pour la fabrication des appareils, leur transformation en déchets après leur remplacement sont généralement évalués.

## Problématique
Les promoteurs des technologies de l'information et de la communication soutiennent que les flux d'information, qu'ils disent « dématérialisés », réduisent l'impact des activités humaines sur l'environnement, en diminuant les ponctions sur les ressources naturelles par une meilleure organisation de la production et de la consommation. Leurs critiques estiment que cette réduction est illusoire et que cette perception se fonde sur la discrétion des consommations numériques, opposée à la visibilité des moyens de transmission matériels, comme dans le cas d'un courriel remplaçant un courrier. Pourtant, la plus grande disponibilité de la ressource entraîne par un effet rebond l'augmentation de la consommation, réduisant ou annulant le gain.
La lecture d'un document sur ordinateur pèse moins sur l'environnement que la transmission sur papier — à condition de ne consulter qu'une fois et de passer moins de trente minutes à l'écran. L'impact environnemental du papier est plus grand que celui d'une liseuse pour ceux qui lisent plus de vingt livres par an.
Le remplacement du papier par des documents électroniques peut amener à diminuer la consommation de papier. Encore faut-il montrer que la facilité d'imprimer rapidement un document papier n'en stimule pas la consommation. La technologie permet l'économie, mais les utilisateurs semblent utiliser plutôt les corrections manuelles sur papier que les systèmes de gestion de versions sur document électronique. La consommation de papier a plus que doublé au cours des vingt dernières années.
L'informatique a permis la baisse de la consommation des moyens de transport, par l'amélioration matérielle des véhicules et l'organisation  de la logistique. Le calcul numérique contribue à la réduction de la consommation des aéronefs de l'aviation civile. L'effet de cette baisse, cependant, est entièrement effacé et dépassé par l'augmentation des flux, la baisse des coûts ayant permis une augmentation de la quantité de marchandises transportées.
La circulation électronique des données implique au moins une consommation d'électricité, diffuse chez les utilisateurs, concentrée dans les centres de données. La consommation diffuse, plus difficile à évaluer, consomme avec discrétion plus d'énergie qu'il n'y paraît à cause des pertes en ligne et du mauvais rendement énergétique de la recharge des appareils portables, tandis que les opérateurs peuvent construire les centres de données à proximité de moyens de production d'électricité. Selon l'organisation environnementale Greenpeace, le secteur informatique consomme 7 % du total de la production électrique mondiale, soit environ 1,4 % de la consommation énergétique mondiale. L'impact de cette consommation dépend de la façon dont est produite l'électricité ; les émissions de CO2 dépendent du mix électrique, c'est-à-dire de la proportion de centrales thermiques à flamme (charbon, fuel ou gaz) et de l'heure de consommation, puisque ces centrales prennent le relais des productions « décarbonées » lors des pics de consommation ou en complément de l'intermittence des énergies renouvelables. Certaines des plus importantes organisations industrielles de l'informatique et d'Internet se sont engagées pour un Internet alimenté par des énergies renouvelables.
La facilité d'envoyer des messages en masse entraîne la prolifération d'usages parasites de l'informatique comme le pourriel, qui représente plus de la moitié des courriels envoyés dans les années 2010 et pèse sur le coût énergétique final des messages utiles.
Au crédit des technologies de l'information et de la communication, l'augmentation de la puissance de calcul des ordinateurs et la multiplication des capteurs de toutes natures ont permis la construction des modèles qui alertent sur l'état de la planète et le réchauffement climatique.

## Impact positif du numérique
Le numérique peut rendre possible la gestion des énergies renouvelables, souvent intermittentes et réparties en petites unités indépendantes sur un vaste territoire. L'organisation d'un réseau électrique intelligent vise ainsi à diminuer les pertes et à organiser la production dans une vaste zone géographique, malgré les conflits d'intérêts entre producteurs et distributeurs d'une part, et d'autre part entre ces industries en général et l'objectif de réduction de consommation énergétique. Les promoteurs de ces réseaux envisagent l'effacement des pics de consommation, qui déclenchent la mise en route des centrales à énergies fossiles, en commandant la mise en route différée des chauffages et des appareils ménagers.
Dans l'industrie et dans les transports, l'optimisation des processus, des trajets, des flux par l'usage des techniques de l'information pourrait réduire la consommation de matières ; cependant, on constate souvent que l'effet de cette réduction est la diminution du prix, aboutissant finalement à une augmentation de la consommation par effet rebond, ce qui pousse à conclure que les relations sociales, plus qu'une technologie en particulier, sont en cause.
L'impact du numérique sur l'environnement sera positif en ce qui concerne l'énergie si l'économie d'électricité qu'il permet dépasse sa propre consommation. Cette condition ne semble pas remplie actuellement.

## Pollution numérique
La « pollution numérique » désigne les conséquences négatives de l'utilisation des technologies de l'information et de la communication, tandis que l'étude de son impact environnemental tente d'établir un bilan de ses effets environnementaux négatifs comme positifs.

### Concept
La « pollution numérique » agglomère les conséquences dommageables de la fabrication du matériel par la consommation de matières premières et d'énergie grise, de son utilisation par la consommation électrique des équipements et de la prolifération de déchets d'équipements électriques et électroniques qui en résulte,.

### Fabrication

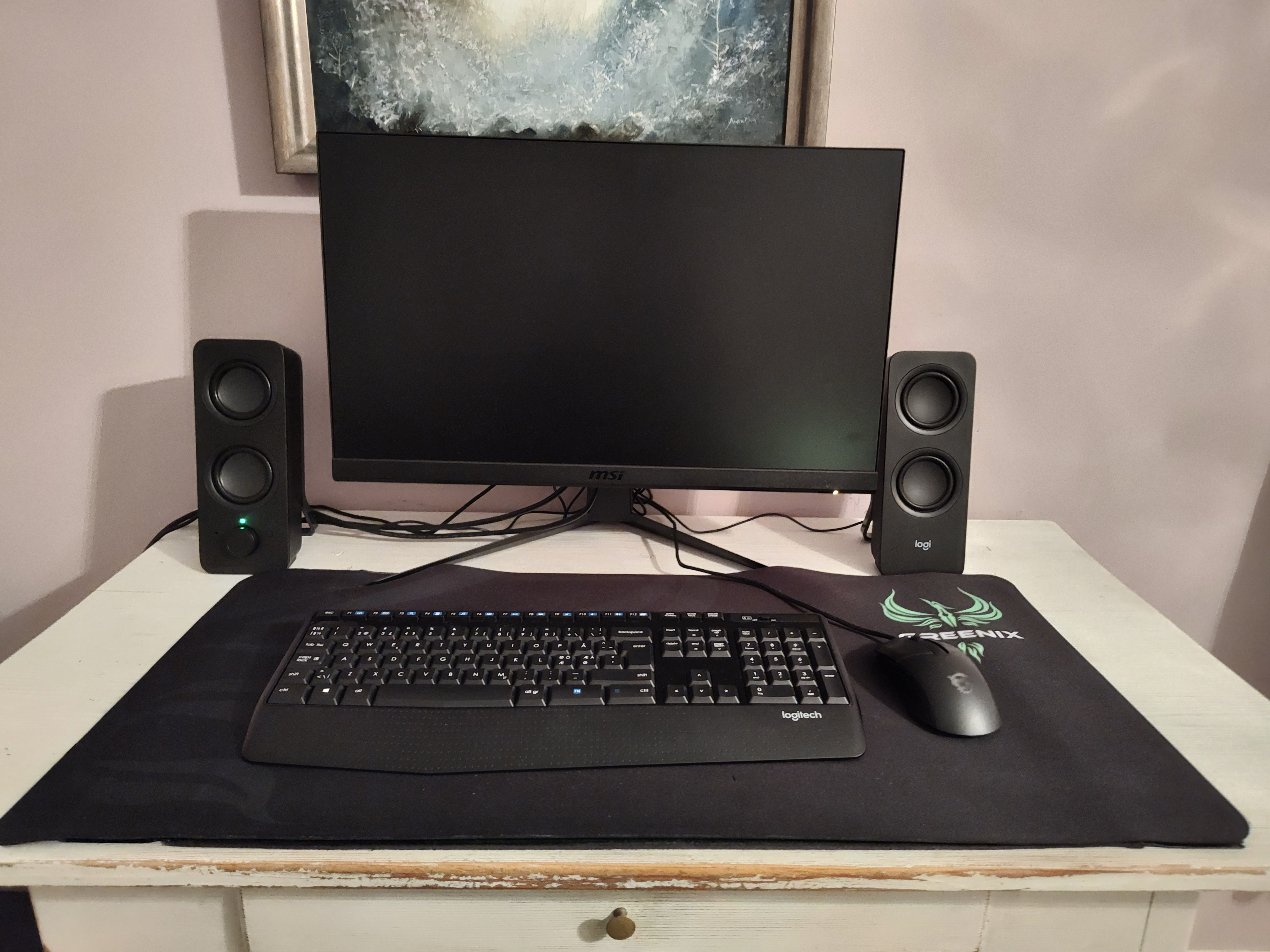
Un ordinateur de bureau contient 36 éléments chimiques, dont plusieurs rares, précieux ou toxiques.

La fabrication des appareils numériques (serveurs, ordinateurs personnels, tablettes, smartphones, infrastructures réseau diverses, écrans) consomme une quantité de matières relativement petite, en comparaison avec les autres produits industriels, mais, de la quarantaine de matériaux différents contenus dans un smartphone, plusieurs métaux et terres rares ne sont disponibles qu'en quantités faibles ou raréfiées dans la nature.
Un ordinateur de bureau contient près de 25 % de silice, à peu près 23 % de matières plastiques, un peu plus de 20 % de fer, 14 % d'aluminium, 7 % de cuivre, 6 % de plomb et 2 % de nickel. Le zinc, l'étain, les matériaux plus rares (manganèse, cobalt, argent, barium, arsenic, bismuth, titane, berylium, galium, germanium, cadmium, chrome, selenium, mercure, palladium, rhutenium, etc., tous à moins de 1 %) composent les 2 % restant. La fabrication d'ordinateurs portables emploie une forte proportion d'éléments de la famille des terres rares (lanthanides) dont l'accès est jugé particulièrement critique par les instances internationales. En moyenne, il faut mobiliser de 50 à 350 fois leur poids en matières pour produire des appareils électriques à forte composante électronique — 600 kg pour un ordinateur portable, 500 pour une box.
| Matériaux                          | Proportion (%) |
| ---------------------------------- | -------------- |
| Plastiques                         | 31             |
| Oxydes réfractaires (silice, etc.) | 30             |
| Cuivre                             | 20             |
| Fer                                | 8              |
| Etain                              | 4              |
| Nickel                             | 2              |
| Plomb                              | 2              |

### Consommation d'énergie
Les appareils numériques consomment une énergie nécessairement électrique, dont la production et le transport engendrent des pollutions. Une recherche sur internet, l'envoi d'un courriel requièrent, en plus des appareils de départ et d'arrivée, un passage par plusieurs centres de données. Le refroidissement de ces ensembles de serveurs informatiques et d'ordinateurs de traitement de données numériques absorbe une énergie, non nécessairement électrique mais qui l'est souvent en pratique, qui équivaut à environ la moitié de celle qu'exige leur matériel informatique, « près de 40 % de leur facture électrique globale » en région parisienne.
La production de l'énergie qui alimente les réseaux numériques est responsable en 2016 d'environ 2 % des émissions de gaz à effet de serre, autant que celles de l'aviation civile. Elle devrait avoir doublé vers 2020, avec l'essor des nouvelles technologies. Selon The Shift Project, la consommation énergétique du numérique dans le monde augmente d'environ 9 % par an sur la période 2015 à 2020, ce qui correspond à un doublement en huit ans ; elle est responsable fin 2018 de 3,7 % des gaz à effet de serre émis.
La forte consommation des centres de données conduit à un regain d'intérêt pour le nucléaire.

#### Impacts
Les impacts de la consommation électrique pour le numérique sont très différents, selon le moment de la consommation, la source d'énergie servant à la production d'électricité et les méthodes utilisées pour refroidir les serveurs, entre autres. Les estimations peuvent donc différer. Certaines données du groupe français Grenoble Alpes Recherche suggèrent qu'une simple recherche sur Internet provoque l'émission d'environ sept grammes de CO2 ; l'envoi et la réception d'un courriel, quelques grammes à quelques dizaines de grammes, selon le nombre de destinataires et la taille des pièces jointes,,.
L'utilisation des TIC représente entre 6 et 10 % de la consommation d'électricité sur Terre. La part du numérique dans les émissions de gaz à effet de serre a augmenté de moitié de 2013 à 2018. Selon le groupe de réflexion The Shift Project, le numérique émet en 2019 4 % des gaz à effet de serre du monde ; sa consommation énergétique s'accroît de 9 % par an, qui se répartit en 55 % pour l'usage du numérique et 45 % pour la production des équipements.
L'usage des informations « dématérialisées » implique des dépenses invisibles. Une donnée numérique (mail, téléchargement, vidéo, requête web…) parcourt en moyenne 15 000 km, en 2018.
Selon Frédéric Bordage, expert en GreenIT et sobriété numérique, le réseau mobile de 4e génération (4G) a un impact sur la planète environ 20 fois supérieur à celui d'un réseau filaire de type ADSL ou fibre équipé de Wi-Fi. La 4G augmente considérablement le débit disponible pour l'utilisateur final, ce qui autoriserait le développement d'usages multimédia dont l'impact environnemental est très important, notamment le streaming[réf. nécessaire]. Cette affirmation est contestée par l'Arcep et l'Ademe, qui notent en 2023 que « les réseaux ont une consommation très largement fixe et indépendante du trafic (plutôt fonction du degrés de couverture géographique). L'augmentation du trafic a donc pour effet de baisser l'impact environnemental par Go de données et peut augmenter l'impact environnemental total associé aux réseaux mais pas de manière proportionnelle. » De même, le cloud computing (informatique en nuage), indissociable de la 4G, aurait un impact négatif sur la planète.
La vidéo en ligne génère en 2019 60 % des flux de données mondiaux. Elle se répartit en quatre types de contenus : la vidéo à la demande (VoD) (34 %), la pornographie (27 %), les « tubes » (YouTube, Dailymotion, etc.) (21 %) et les autres vidéos (18 %). L'évaluation des émissions de dioxyde de carbone liées à ces flux est controversée, notamment en raison des modalités de prise en compte des émissions liées aux infrastructures fixes. Chris Preist, de l'Université de Bristol l'estime à 50 millions de tonnes équivalent CO2 par an (MtCO2éq/an) en 2019,, Maxime Efoui-Hess (The Shift Project), à 300 MtCO2éq/an,, soit 1 % des émissions mondiales de CO2. George Kamiya (International Energy Agency) trouve cette valeur surestimée d'un facteur 30 à 60,.
En septembre 2023, une analyse estime les impacts environnementaux des constellations de satellites en orbite basse qui fournissent un accès à internet par satellite comme étant entre 14 et 21 fois supérieurs à ceux des accès terrestres à Internet.
La croissance des émissions d'ondes électromagnétiques dans toutes les bandes de fréquence, oblige à des normes de compatibilité électromagnétique pour assurer le fonctionnement des appareils électroniques qui rendent le matériel plus lourd et plus complexe. Leurs effets sur la santé, possibles quoique non prouvés, inquiètent.

### Déchets

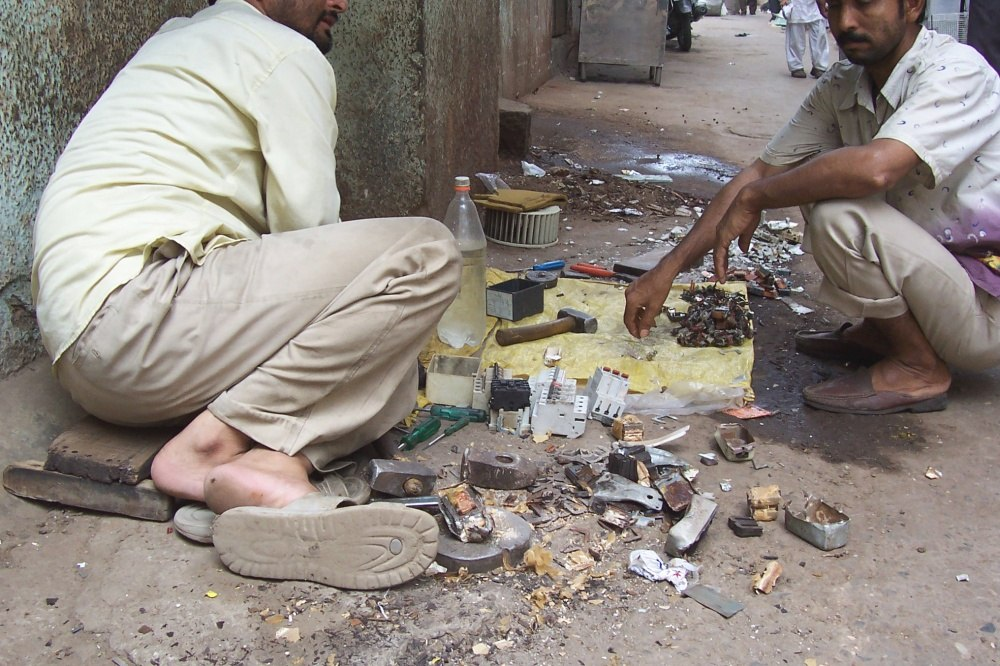
Recyclage manuel de déchets électroniques, en Inde.

Une fois parvenus en fin de vie, les déchets d'équipements électriques et électroniques (DEEE) sont d'autant plus difficiles à recycler qu'ils sont complexes et conçus sans tenir compte des principes d'écoconception. Plus nombreux chaque année,,, ils aboutissent dans des décharges, parfois informelles, où ils contaminent leur environnement et, dans les pays en développement, les populations qui en vivent,,.
Les déchets des appareils numériques obsolètes ou hors d'état de marche ont une empreinte environnementale très élevée à cause de leur nature complexe, mélangeant diverses matières plastiques avec des céramiques, des métaux et des terres rares. Les matériaux des appareils démantelés peuvent être toxiques, soit directement à l'état de déchet, soit comme poussières, soit après incinération.

## Réduction de l'empreinte environnementale du numérique
La « surconsommation numérique », selon l'association The Shift Project, n'est ainsi ni soutenable, ni indispensable à la croissance économique, dont elle est décorrélée, ni compatible avec les engagements internationaux pris par la France et l'Union européenne, en particulier l'accord de Paris sur le climat de 2015.
En France, selon une étude publiée en 2020 par l'Agence de l'environnement et de la maîtrise de l'énergie et l'Autorité de régulation des télécoms, l'empreinte carbone liée à l'usage du numérique pourrait tripler entre 2023 et 2050, passant de 17 à 50 millions de tonnes de CO2. La loi REEN du 15 novembre 2021 vise à réduire l'empreinte environnementale du numérique.

### Recommandations générales
L'association GreenIT.fr préconise (en octobre 2019) quatre principales mesures de réduction de l'empreinte environnementale du numérique :
- réduire le nombre d'objets connectés, tout en favorisant leur mutualisation et leur substitution, et en ouvrant leurs APIs ;
- réduire le nombre d'écrans plats en les remplaçant par d'autres dispositifs d'affichage : lunettes de réalité augmentée / virtuelle, vidéo projecteurs LED, etc. ;
- augmenter la durée de vie des équipements en allongeant la durée de garantie légale, en favorisant le réemploi, et en luttant contre certaines formules d'abonnement ;
- réduire les besoins des services numériques via leur écoconception.

L'empreinte énergétique de l'Internet peut être diminuée en :
- se renseignant sur la consommation électrique des appareils électroniques lors des choix d'achat.

### Consommation d'énergie

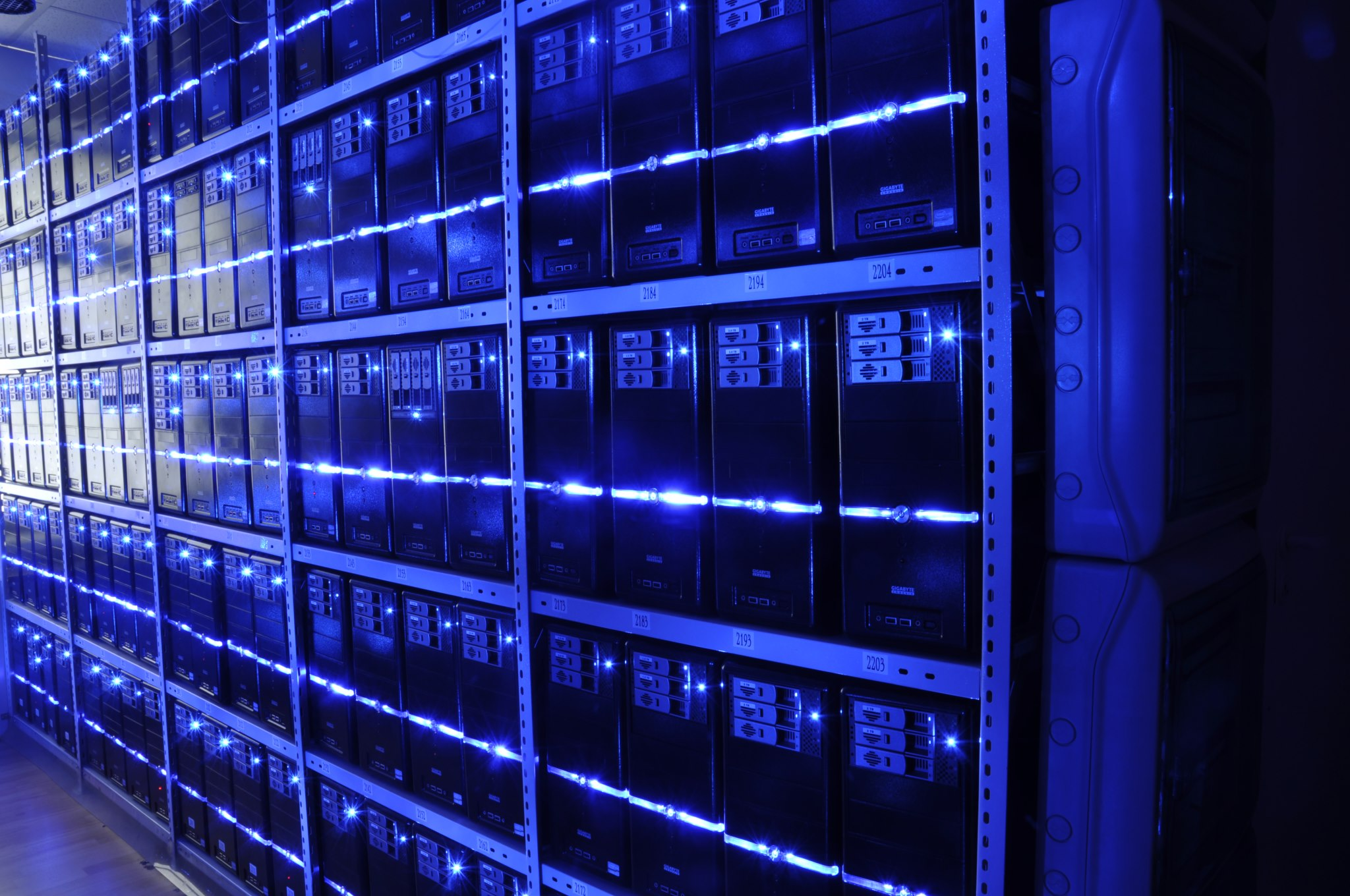
Un centre de données.

La circulation et le traitement de l'information consomment de 1 à 2 % d'une énergie électrique qui est encore principalement produite à partir de combustible fossile. L'augmentation de l'efficacité des centres de données et des appareils individuels devrait dans un premier temps atténuer l'augmentation de la consommation induite par un accroissement du trafic, selon Dale Sartor (du laboratoire national Lawrence-Berkeley), mais la demande en électricité devrait ensuite de nouveau augmenter rapidement.
Diverses solutions sont envisageables pour réduire la consommation énergétique du numérique ou en tirer parti, qui évoluent de la même manière que les façons de les utiliser :
- mettre en place des centres de données qui n'utilisent que de l'énergie renouvelable. Certaines grandes entreprises du numérique ont choisi d'alimenter leurs centres de données uniquement avec de l'énergie verte[21] ;
- récupérer la chaleur produite par les serveurs informatiques des centres de données pour chauffer des bureaux ou des habitations[50] ;
- diminuer l'usage et le poids de la vidéo en ligne, responsable de 60 % des flux de données mondiaux[31] ;
- diminuer l'envoi de courriels, leur taille et le nombre de destinataires[21] ;
- concevoir les logiciels selon les principes de l'écoconception, pour diminuer leur demande en puissance de calcul, qui surconsomme de l'électricité et oblige à renouveler le matériel[21] ;
- limiter les impressions sur papier[21] ;
- améliorer le recyclage des appareils numériques en fin de vie, qui reste compliqué, coûteux et encore mal maîtrisé ;
- émettre des normes pour limiter la moyenne de l'empreinte carbone des smartphones comme cela est fait pour la consommation des voitures, pour exiger une réparabilité des appareils pendant au moins cinq ans, et pour incorporer 25 % ou 50 % de produits recyclés dans la composition du matériel[51].

### En France
Le 20 juin 2020, la Convention citoyenne pour le climat adopte à 98 % des mesures pour « Accompagner l'évolution du numérique pour réduire ses impacts environnementaux ».
Le 23 juin 2020, le collectif GreenIT.fr publie un rapport sur les impacts environnementaux du numérique en France qui montre qu'un Français a deux à six fois plus d'impacts que la moyenne mondiale, notamment à cause d'un taux d'équipement deux fois supérieur.
Le 24 juin 2020, le Sénat publie un rapport sur l'empreinte environnementale du numérique en France, lequel sans action corrective pourrait représenter 7 % des émissions de gaz à effet de serre (GES) en 2040 contre 2 % en 2020. La fabrication des terminaux, le plus souvent en Asie, pèse à elle seule 70 % de l'empreinte carbone. Les sénateurs proposent notamment une taxe carbone aux frontières de l'Union européenne, des sanctions plus fortes contre l'obsolescence programmée, une TVA à 5,5 % sur la réparation des smartphones ou l'achat d'un téléphone reconditionné et l'interdiction des forfaits mobiles illimités.
Alors que le Conseil national du numérique (Cnum) et le Sénat ont proposé d'interdire les forfaits mobiles avec accès aux données illimité, un article du journal Les Échos rappelle que, contrairement aux idées reçues, les réseaux des opérateurs ne génèrent que 5 % des émissions liées au numérique, loin derrière les centres de données (14 %) et la fabrication des smartphones (80 %), qui est réalisée dans des pays encore très « carbonés » comme la Chine. Par ailleurs, les forfaits mobiles sont aujourd'hui quasiment tous plafonnés.
La loi « visant à réduire l'empreinte environnementale du numérique en France » (ou « loi REEN »), issue des travaux du Sénat est promulguée le 15 novembre 2021.
Le 6 mars 2023 est publiée une étude de l'Agence de la transition écologique (Ademe) et de l'Autorité de régulation des communications électroniques (Arcep), qui prévoit que l'empreinte carbone du secteur pourrait augmenter de 45 % d'ici 2030 et quasiment tripler d'ici à 2050. De plus, le numérique consommerait près de 80 % d'électricité en plus d'ici 2050, et près de 60 % de métaux et de minerais supplémentaires. L'empreinte carbone du numérique en France en 2020 est due pour 66,5 % aux terminaux (ordinateurs et consoles : 30,5 %, écrans : 20,5 %, dont TV : 13,7 %, téléphones : 15,5 %), pour 21,6 % aux centres de données et aux réseaux et pour 11,9 % aux objets connectés et divers. Les recommandations principales sont d'une part de « conserver en moyenne deux ans de plus chacun de nos terminaux », d'autre part de « faire pression sur les fabricants et des distributeurs pour exiger un changement radical en matière d'éco-conception, de durée de garantie, de réparabilité ».